# Rolf Duschenes
Rolf Duschenes, C.M. (1917 ou 1918, Hambourg en Allemagne - 23 juin 2014, Saint-Jean, dans le Nouveau-Brunswick au Canada), est un architecte canadien d'origine allemande résidant à Grand Bay-Westfield, au Nouveau-Brunswick. Il s'est surtout distingué dans l'architecture domiciliaire et son cabinet, ayant pignon sur rue à Saint-Jean et Montréal, a obtenu plusieurs prix. Il est très impliqué dans sa communauté. D'abord pompier volontaire, il a ensuite été commissaire scolaire avant de s'intéresser au Musée du Nouveau-Brunswick et aux orchestres jeunesse au Nouveau-Brunswick et ailleurs au Canada. Il est fait membre de l'ordre du Canada en 1983. Il est frère du musicien classique Mario Duschenes.